# Antun Sbutega
Antun Sbutega  (Prčanj), crnogorski diplomat i sveučilišni profesor. Rodom Hrvat. Brat je hrvatskog katoličkog svećenika iz Crne Gore don Branka Sbutege.
Ugledni je sveučilišni profesor u Crnoj Gori i Italiji. Član je Reda malteških vitezova. Obnašao je dužnost veleposlanika Crne Gore pri Svetoj stolici u Vatikanu.
Dne 16. ožujka 2014. predložen je za novog admirala Bokeljske mornarice 809 na izbornoj skupštini tivatske podružnice te udruge. Na toj bi dužnosti naslijedio pok. akademika Miloša Miloševića.
Dne 22. prosinca 2014. Odbor za međunarodne odnose i iseljenike jednoglasno je podupro prijedlog da Antun Sbutega bude veleposlanik Crne Gore u Italiji. Dne 25. veljače 2015. predao je vjerodajnice talijanskom predsjedniku Sergiu Mattarelli.